# John Collier (sociologue)
Pour les articles homonymes, voir Collier (homonymie).
John Collier (4 mai 1884 - 8 mai 1968), est un sociologue et écrivain américain, réformateur social américain et défenseur des amérindiens. Il a servi en tant que commissaire pour le Bureau des Affaires indiennes dans l'administration du président Franklin D. Roosevelt, de 1933 à 1945. Il était le principal responsable de l'Indian New Deal, en particulier la Loi sur la réorganisation des communautés indiennes de 1934 (Indian Reorganization Act), par laquelle il vise à inverser une politique de longue date de l'assimilation culturelle des Amérindiens.